# Veritable Església de Jesús
La Veritable Església de Jesús (Xinès: 真
耶
穌
教
會) és una de les denominacions del cristiana pentecostal unitarista que va sorgir al començament del segle xx (1917), que es va a originar a Pequín, Xina en un moviment anomenat "Moviment des tres Autonomies de l'Església Protestants Xinesos", i que dona una forta èmfasi als dons de l'Esperit Sant, especialment al do de llengües. Tradicionalment, es considera que Paul Wei i Ling-sheng Zhang foren els fundadors d'aquest moviment cristià que té congregacions arreu del món, amb un total d'1.500.000 persones (Les estimacions varien entre 1.5 i 4 milions) en cinc continents. La intenció original de Paul Wei era reformar i romandre dintre de l'Església de la Xina.

## Doctrina
Les deu creences principals de la Veritable Església de Jesús són:
- 'Esperit Sant: "L'efectiva recepció de l'Esperit Sant es manifesta parlant llengües desconegudes, i és garantia de la nostra herència al regne de Cel."
- Baptisme: "El baptisme en aigua és un sagrament per a la remissió dels pecats i per a la regeneració. El baptisme s'ha de fer en aigua corrent natural, és a dir, en un riu, en el mar, o en una deu. El batejador — ja batejat en aigua i en l'Esperit Sant amb anterioritat — dirigeix el bateig en el nom del Senyor Jesucrist, i la persona que rep el baptisme ha de ser submergida totalment en aigua."
- Rentar els peus: "El sagrament del rentada de peus, permet al creient tenir part amb el Senyor Jesús. També serveix com a recordatori del deure de tenir amor, santedat, humilitat, perdó i servei. Tot aquell que ha rebut el baptisme en aigua, ha de rebre també el rentat dels seus peus en el nom de Jesucrist, el rentat mutu de peus pot ser practicat sempre que sigui apropiat."
- Comunió Santa: La santa comunió és el sagrament que commemora la mort de nostre Senyor Jesucrist. Permet participar de la carn i de la sang del Senyor i estar en comunió amb ell per poder tenir vida eterna i ressuscitar l'últim dia. Aquest sagrament es realitza tan sovint com sigui possible, i s'utilitza pa sense llevat i suc de raïm."
- Sàbat: El dia de repòs, el setè dia de la setmana (dissabte), és un dia sant, beneït i santificat per Déu. Ha de ser observat per la gràcia del Senyor per a la commemoració de la creació i la salvació de Déu, amb l'esperança de repòs etern en la vida venidora.
- Jesucrist: "Jesucrist, el verb fet carn, va morir en la creu per a redimir als pecadors, va ressuscitar al tercer dia i ascendir al cel. Ell és l'únic salvador de la humanitat, el creador dels cels i de la terra, i l'únic Déu veritable."
- Bíblia: "La Santa Biblia, formada per l'antic i el nou testamento, és inspirada per Déu, constitueix l'única veritat escrita, i l'estàndard d per la vida cristiana."
- Salvació: "La salvació és donada per gràcia de Déu a través de la fe. Els creients han de confiar en l'Esperit Sant, per perseguir la santitat, per honorar a Déu, i per estimar a la humanitat."
- l'Església és aquella que ha estat establerta en l'època de pluja tardana (els últims dies) per mitjà de l'Esperit Sant i d'acord amb la successió apostòlica
- Segona Vinguda de Jesucrist: "La Segona Vinguda del Senyor tindrà lloc l'últim dia, quan baixi del cel per jutjar el món. Els justos rebran vida eterna, però els impius rebran condemnació eterna."